# Les Anses-d'Arlet
Les Anses-d'Arlet is een gemeente in Martinique en telde 3.494 inwoners in 2019. De oppervlakte bedraagt 25,92 km². Het bevindt zich ongeveer 13 km ten zuiden van de hoofdstad Fort-de-France.

## Geschiedenis
Les Anses-d'Arlet is vernoemd naar Arlet, de leider van de Cariben, die samen had gewerkt met de eerste kolonisten. Door de jezuïeten werd een parochie gesticht in Les Anses-d'Arlet. In 1671 werd gemeld dat er een kapel in het dorp was die in 1673 werd vervangen door een kerk. De eerste kerk werd in 1762 door de Britten vernield, en was in 1767 herbouwd. In 1817 werd de kerk zwaar beschadigd door een orkaan. De toren en voorkant werden in 1856 toegevoegd.
In 1837 werd de gemeente Les Anses-d'Arlet opgericht. Het was oorspronkelijk een vissersdorp, maar vanwege de vele stranden is het uitgegroeid tot een toeristisch centrum.

## Overzicht
Les Anses-d'Arlet is bekend om zijn stranden waarvan Anse Dufour, Anse Noire, Grande Anse, en Petite Anse de belangrijkste zijn. Aan de zeekant bevinden zich veel cala's (kleine baaien). Het naamgevende dorp bevindt zich aan Grande Anse.

## Morne Larcher
Morne Larcher is een dode vulkaan met een hoogte van 477 meter en een prominentie van 417 meter. De berg domineert de Baie de Diamant. Er is een 4,8 km lang wandelpad uitgezet dat over de berg leidt. Vanaf de top van de berg is er een uitzicht over het zuiden van Martinique. Het wordt beschouwd als een moeilijke tocht.

## Anse Noire

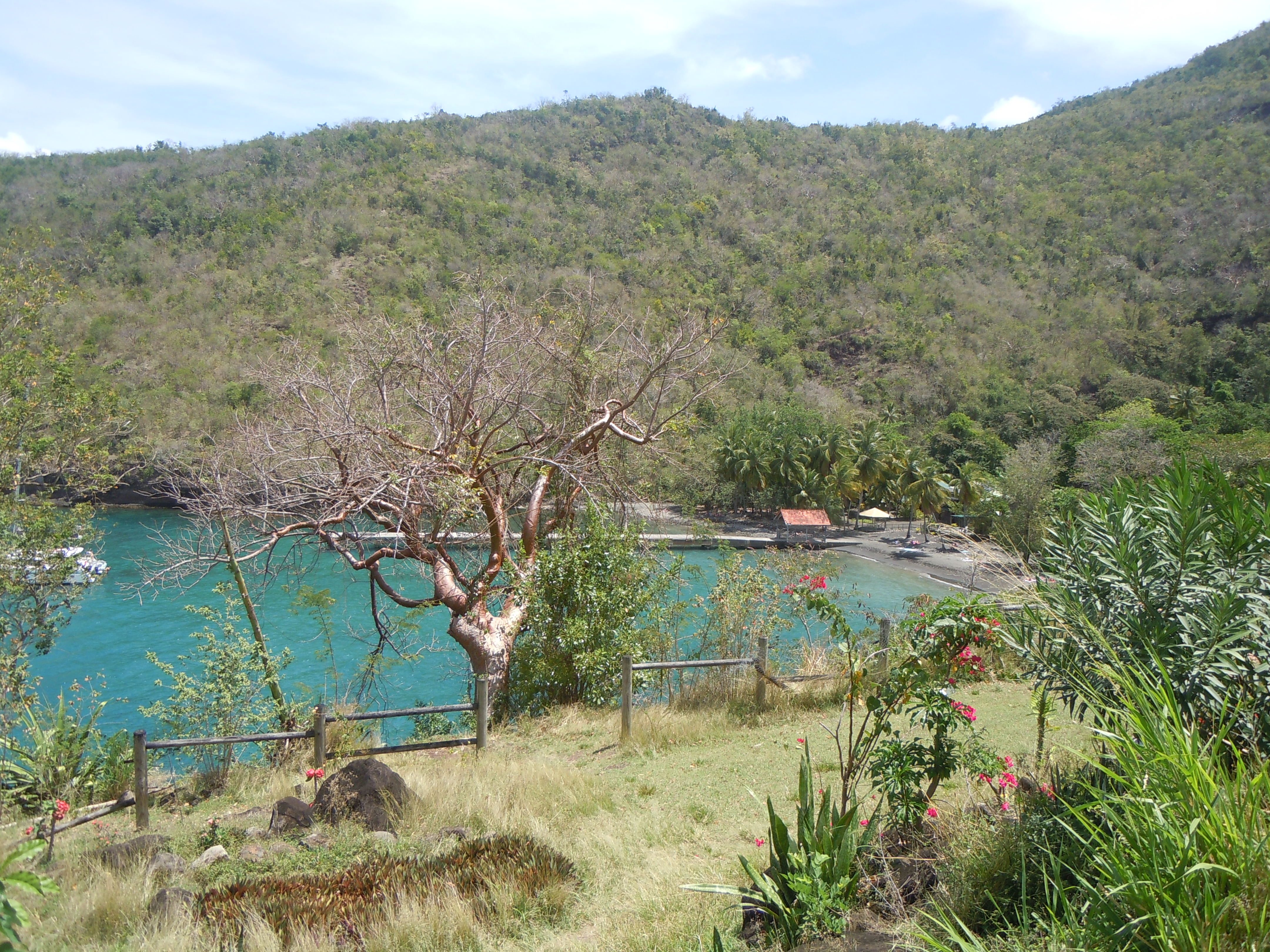
Zicht op Anse Noire

Anse Noire is een zwartzandstrand. Het bevindt zich in een verborgen baai omringd door heuvels en is alleen te bereiken is via een trap met 130 treden. De zee is geschikt voor zwemmen en snorkelen en is er uitzicht op Fort-de-France aan de andere kant van de baai.

## Anse Dufour
Anse Dufour ligt bij Anse Noire, maar heeft beige zand. In de baai bevindt zich een visserdorpje, en boten liggen op het strand. Er zijn veel voorzieningen rond het strand, maar het kan vrij druk zijn. De zee in de baai is rijk aan vissen en er wordt veel gebruikt door schildpadden.

## Galerij

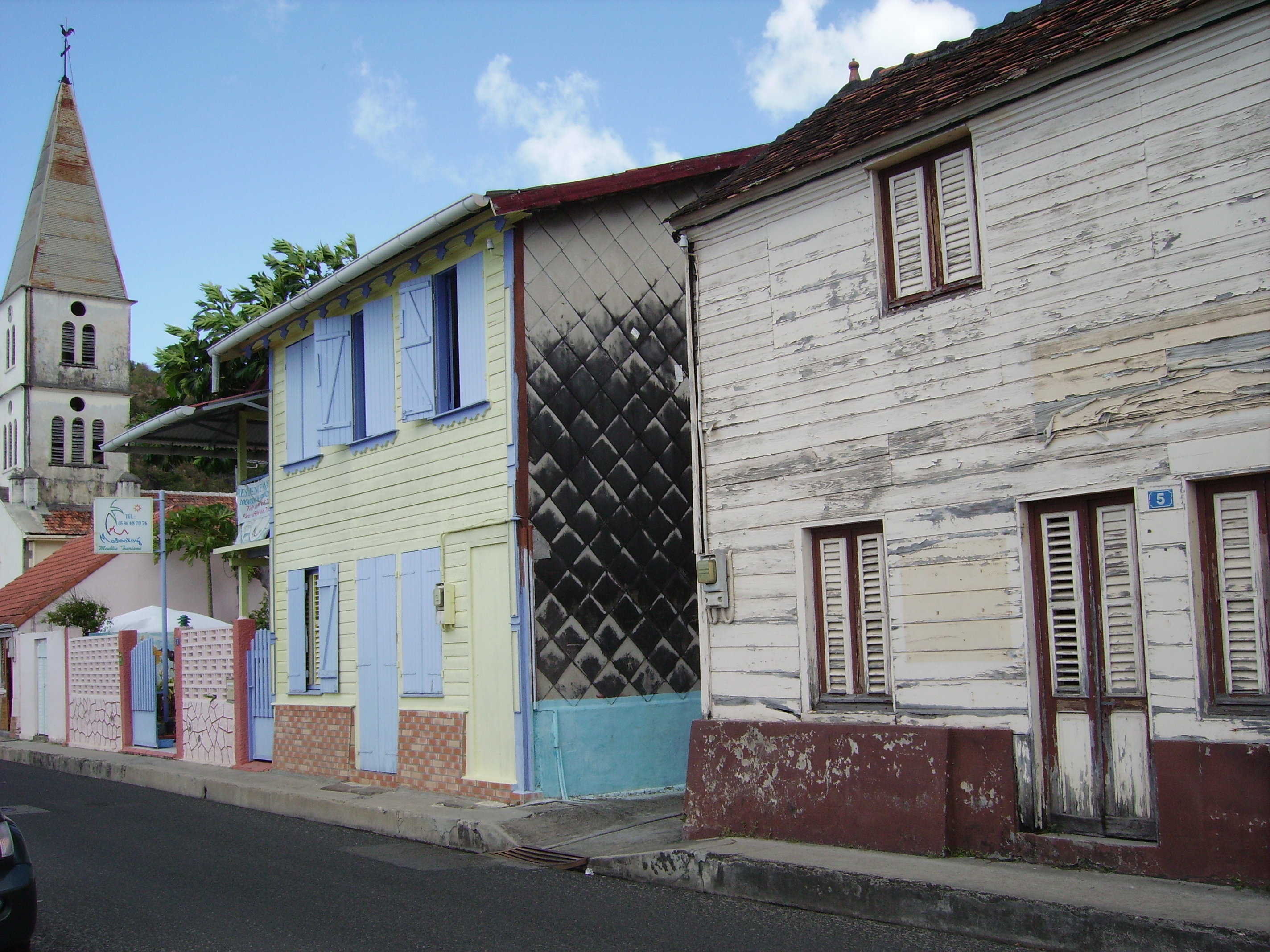
Les Anses-d'Arlet
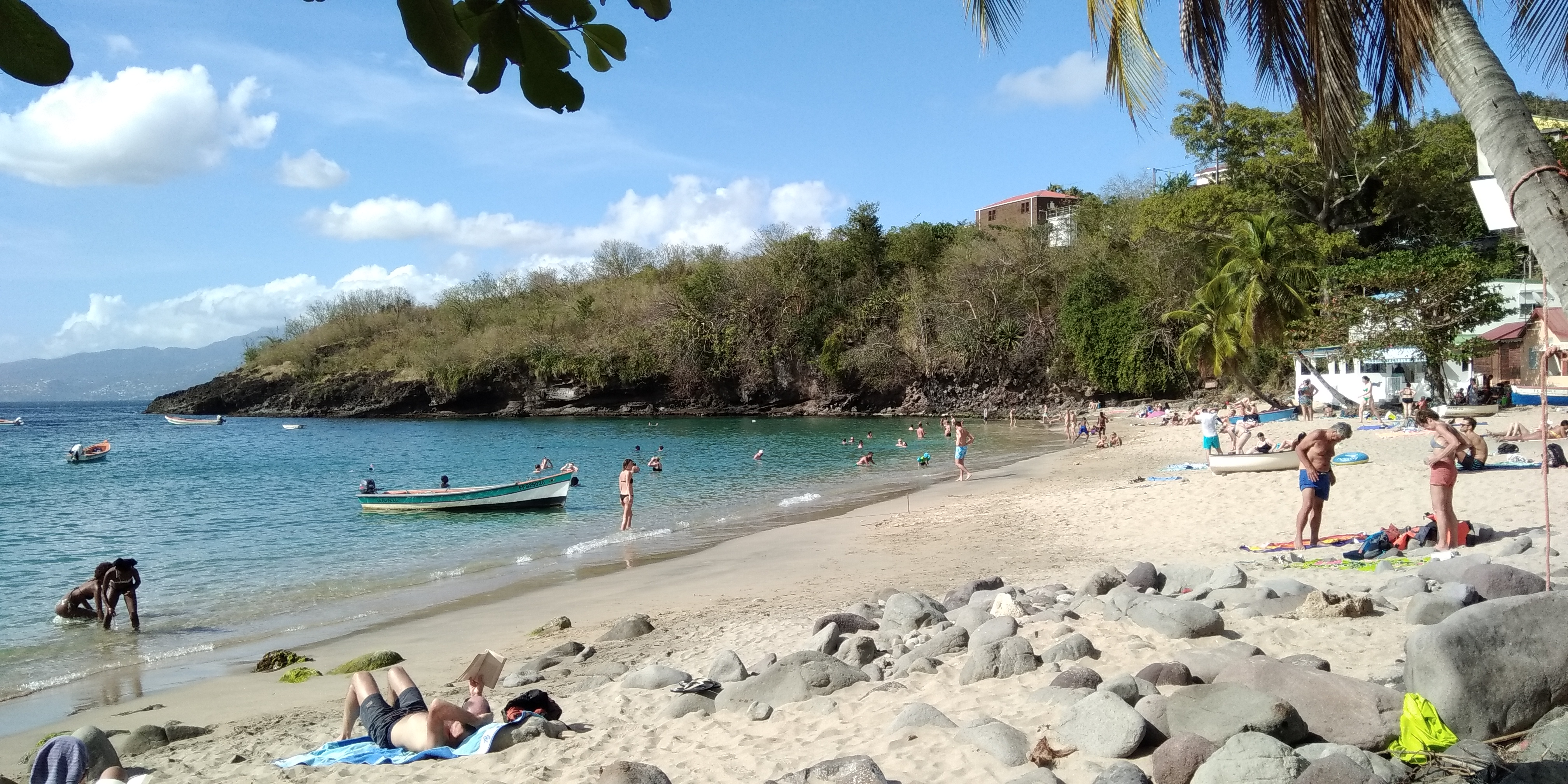
Strande van Anse Dufour
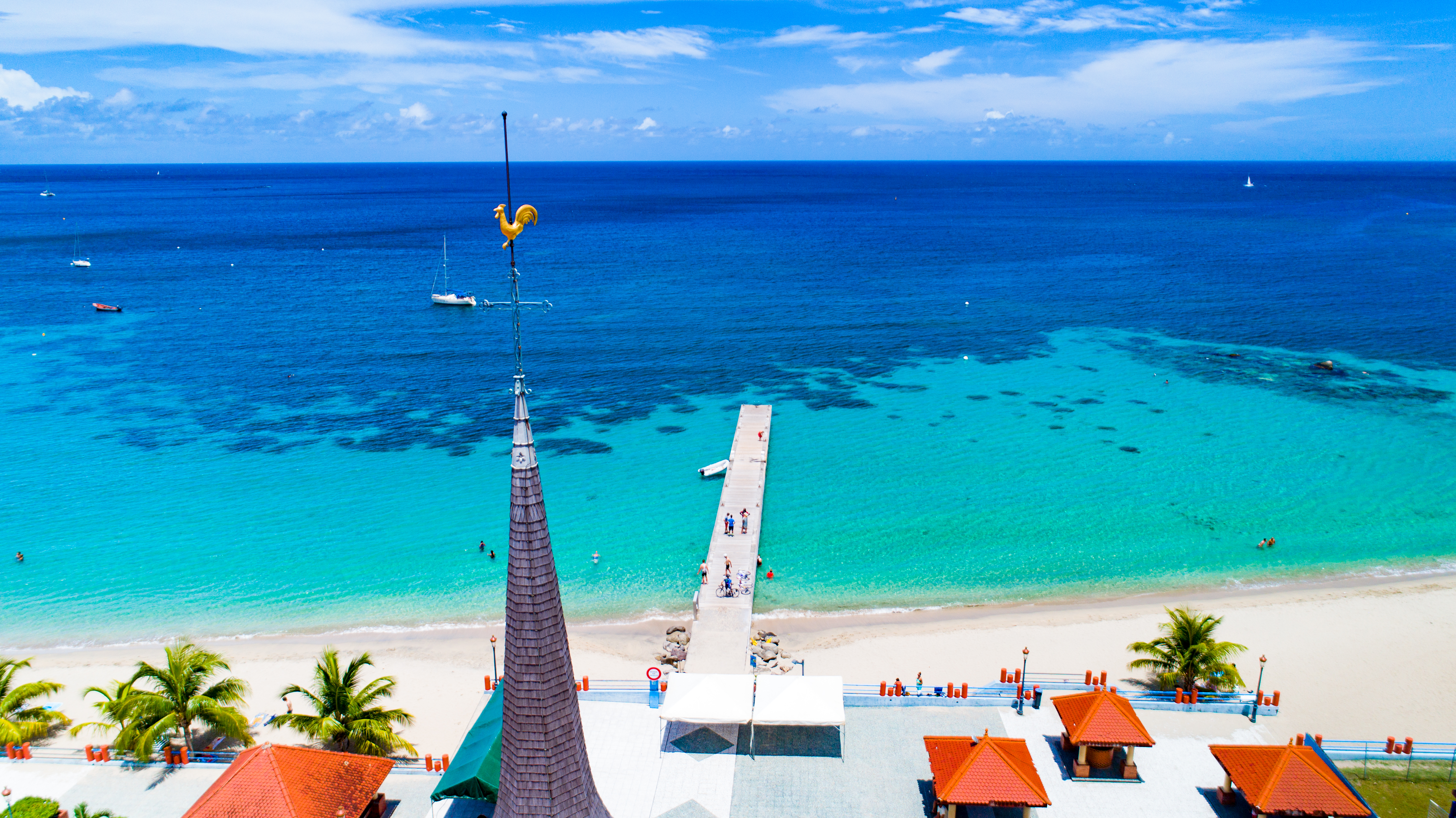
Zicht op de zee
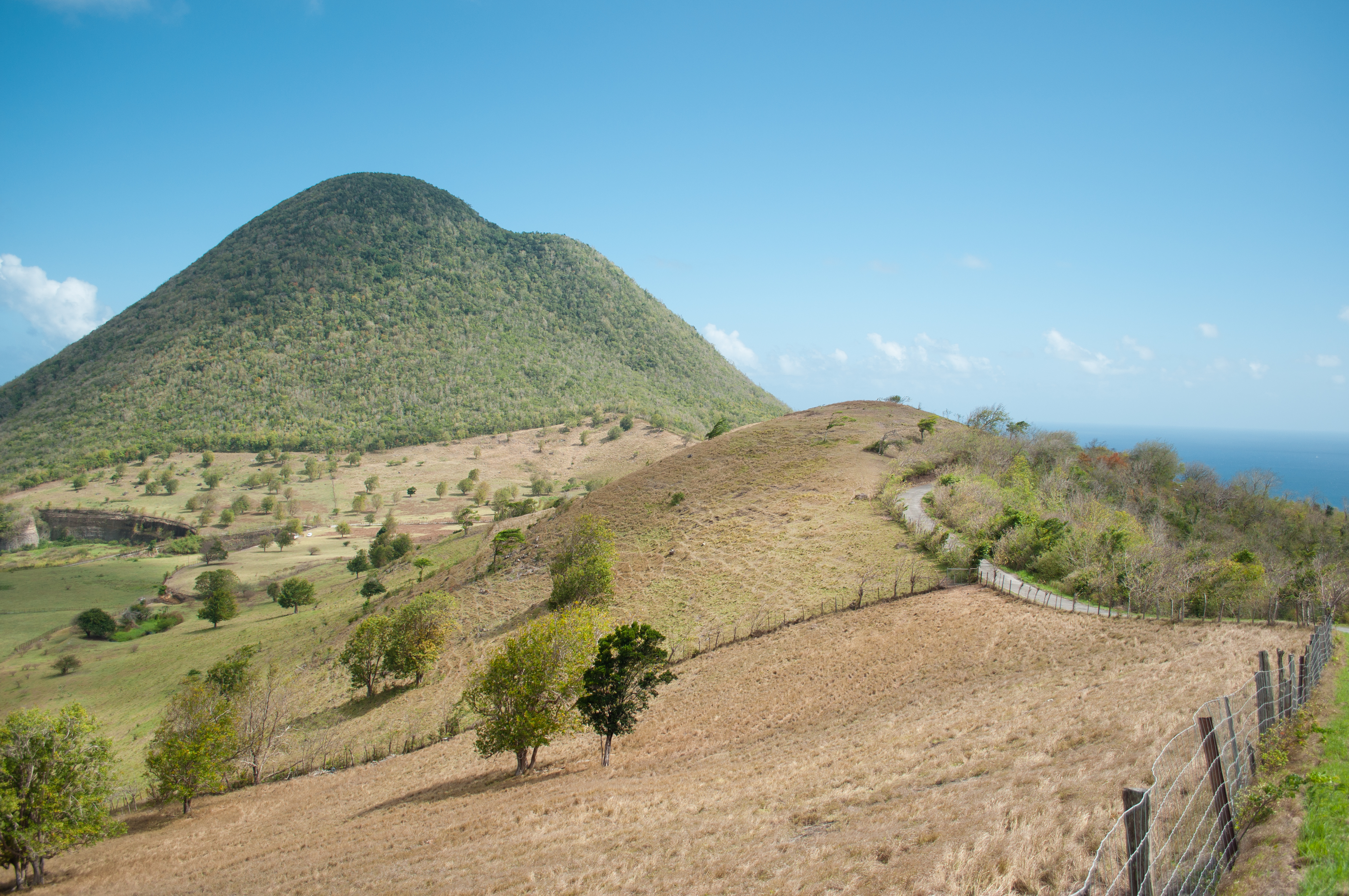
Morne Larcher

L'Ajoupa-Bouillon · Les Anses-d'Arlet · 
Basse-Pointe · Bellefontaine · 
Le Carbet · Case-Pilote · 
Le Diamant · Ducos · 
Fonds-Saint-Denis · Fort-de-France · Le François · 
Grand'Rivière · Le Gros-Morne · 
Le Lamentin · Le Lorrain · 
Macouba · Le Marigot · Le Marin · Le Morne-Rouge · Le Morne-Vert · 
Le Prêcheur · 
Rivière-Pilote · Rivière-Salée · Le Robert · 
Saint-Esprit · Saint-Joseph · Saint-Pierre · Sainte-Anne · Sainte-Luce · Sainte-Marie · Schœlcher · 
La Trinité · Les Trois-Îlets · 
Le Vauclin